# Scapteriscus imitatus
Scapteriscus imitatus är en insektsart som beskrevs av Nickle och Castner 1984. Scapteriscus imitatus ingår i släktet Scapteriscus och familjen mullvadssyrsor. Inga underarter finns listade i Catalogue of Life.